# تپه پیری
تپه پیری مربوط به الکولتیک یا همان عصر برنز است و در شهرستان ملایر، بخش سامن، دهستان حرم رود سفلی، روستای جیجانرود واقع شده و این اثر در تاریخ ۲۶ اسفند ۱۳۸۷ با شمارهٔ ثبت ۲۶۱۵۴ به‌عنوان یکی از آثار ملی ایران به ثبت رسیده است.